# David II. (Georgien)
David II. (georgisch დავით II;  * vor 897; † 937) war von 923 bis 937 König von Georgien.

## Leben
David war der Älteste der vier Söhne Adarnases IV.
Alle vier Brüder regierten gemeinschaftlich und hatten vom byzantinischen Kaiser unterschiedliche Würden verliehen bekommen: 
- Aschot II. die eines Kuropalates, für einen Ausländer die Höchstmögliche (923–954),
- Bagrat I. die eines Magistros (923–945), 937 König und
- der jüngste Sumbat I. war 923 zunächst Anthypatrikios, 945 König und ab 954 Kuropalat.

Im Jahre 897 wird David zum ersten Mal als Herzog von Kweli-Dschawacheti erwähnt. Er ist eigentlich der erste König dieses Namens und David der Erbauer der zweite König. Er starb ohne Nachkommen.
| Vorgänger    | Amt                        | Nachfolger |
| ------------ | -------------------------- | ---------- |
| Adarnase IV. | König von Georgien 923–937 | Bagrat I.  |

| Personendaten    | Personendaten      |
| ---------------- | ------------------ |
| NAME             | David II.          |
| KURZBESCHREIBUNG | König von Georgien |
| GEBURTSDATUM     | vor 897            |
| STERBEDATUM      | 937                |